# Kalisz
Kalisz ( [ˈkalʲiʂ] (?·pàg.)) (en llatí Calisia, en alemany Kalisch, en rus Калиш) és una ciutat de la Polònia central, amb 103,738 habitants (juny del 2014), capital de la regió de Kalisz. Situat al riu Prosna a la part sud-est de la Gran Polònia, la ciutat forma un conurbació amb les ciutats properes d'Ostrów Wielkopolski i Nowe Skalmierzyce. Vegeu Comtat de Kalisz per a l'àrea administrativa regional (powiat).
Kalisz és un important centre industrial i comercial regional, amb moltes fàbriques notables. La ciutat és també un centre d'art folclòric tradicional. La ciutat era també la seu de l'antiga fàbrica de pianos 'Calisia', fins que va deixar de funcionar el 2007.

## Nom
El nom Kalisz es deriva del terme celta cal que significa rierol, o del terme eslau kal, que significa pantà o aiguamoll.

## Història
Kalisz ha estat considerada com la ciutat més antiga de Polònia, després d'haver estat esmentada per Ptolemeu al segle segon dC. Tanmateix, però, l'afirmació ara és posada en dubte per alguns (cf. Calisia). La ubicació esmentada per Ptolemeu estava situada al territori dels diduni a la Germania Magna en la ruta de l'ambre. Hi ha molts artefactes de l'època romana a la zona, el que indica que podria haver estat una de les parades de les caravanes romanes que es dirigien a la mar Bàltica.
Les excavacions arqueològiques han descobert un primerenc assentament medieval del període de la dinastia Piast, c. segles IX a XII. La moderna Kalisz va ser probablement fundada al segle IX com a castlania capital de província i fortalesa menor. El 1106 Boleslau III de Polònia va capturar la ciutat i la va convertir en una part del seu domini feudal. Entre 1253 i 1260 a la ciutat se li concedeixen les Lleis de Środa Śląska, una variant local dels Drets de Magdeburg, i ben aviat va començar a créixer. Era una de les ciutats més riques de Gran Polònia, durant la fragmentació feudal de Polònia, i va formar un ducat separat governat per una branca local de la dinastia Piast. Després que Polònia es reunifiqués, la ciutat es va convertir en un centre notable de teixits i productes de fusta, així com un dels centres culturals de la Gran Polònia. L'assentament jueu de Kalisz data de 1139 (vegeu khalizians).
El 1282 el rei Premislau II va confirmar els drets de ciutat, i el 1314 es va convertir en la capital del Voivodat de Kalisz per decisió del rei Ladislau I. Situat aproximadament en el centre de Polònia (com les seves fronteres estaven en aquesta època), Kalisz va ser un notable centre de comerç. A causa de la seva ubicació estratègica, el rei Casimir III el Gran hi va signar un tractat de pau amb l'Orde Teutònic el 1343. Com a ciutat reial, la ciutat va aconseguir defensar molts dels seus privilegis inicials, i en 1426 es va construir una nova seu del govern local. El rei de Polònia Miceslau III el Vell va ser enterrat a Kalisz.
En 1574 els jesuïtes van arribar a Kalisz i en 1584 es va obrir un col·legi dels jesuïtes, que es va convertir en un dels centres més notables de l'educació de Polònia; al voltant d'aquest temps, però, la importància de Kalisz va començar a disminuir una mica, i el seu lloc va ser pres pels voltants de Poznań.
El desenvolupament econòmic de la zona es va veure afavorit per un gran nombre de protestants txecs, que es van establir a Kalisz i al seu voltant després d'haver estat expulsats de Bohèmia el 1620.
En 1792, un incendi va destruir gran part del centre de la ciutat. A l'any següent, en la segona partició de Polònia, el Regne de Prússia va absorbir la ciutat, anomenada "Kalisch" en alemany. En 1801, Wojciech Bogusławski va crear un dels primers grups de teatre permanents a Kalisz.
En 1807 Kalisz es va convertir en una capital de província dins del Ducat de Varsòvia. Durant la invasió napoleònica de Rússia, arran de la Convenció de Tauroggen de Yorck de 1812, es va signar el tractat de Kalisz de von Stein entre Rússia i Prússia en 1813, fet que confirmava que Prússia ara era al costat dels aliats.
Després de la derrota de Napoleó Bonaparte, Kalisz es va convertir en una capital provincial del Tsarat de Polònia i després en capital d'una província de l'Imperi Rus. La proximitat a la frontera de Prússia va accelerar el desenvolupament econòmic de la ciutat i Kalisz ("Калиш" en ciríl·lic rus) va començar a atreure molts colons, no només d'altres regions de Polònia i altres províncies de l'Imperi Rus, sinó també d'estats alemanys. En 1902, un nou ferrocarril uní Kalisz amb Varsòvia i Łódź.
Amb l'esclat de Primera Guerra Mundial, la proximitat de la frontera va resultar desastrosa per Kalisz; que va ser una de les primeres ciutats destruïdes en 1914. Entre el 2 d'agost i el 22 d'agost, Kalisz va ser bombardejada i després reduïda a cendres per les forces alemanyes sota les ordres del Major Hermann Preusker, tot i que les tropes russes s'havien retirat de la ciutat sense defensa i les tropes alemanyes - moltes d'elles polonesos ètnics - inicialment havien estat ben rebuts en pau. Vuit-cents homes van ser detinguts i després diversos d'ells sacrificats, mentre que la ciutat va ser incendiada i es va expulsar els habitants restants. D'un total aproximat de 68.000 habitants en 1914, només 5.000 romanien a Kalisz un any més tard. Cap al final de la Primera Guerra Mundial, però, gran part del centre de la ciutat havien estat més o menys reconstruït i molts dels antics habitants havien estat autoritzats a tornar.
Després de la guerra Kalisz es va convertir en part de la Polònia novament independent. La reconstrucció va continuar i el 1925 es va obrir un nou ajuntament. El 1939 la població de Kalisz era d'aproximadament 89.000 persones. Després que la invasió alemanya de Polònia en 1939, la proximitat de la frontera un cop més va resultar desastrosa. Kalisz va ser capturada per la Wehrmacht gairebé a l'instant i sense molta lluita, i la ciutat va ser annexada per l'Alemanya nazi. Cap al final de la Segona Guerra Mundial aproximadament 30.000 jueus locals havien estat assassinats. Un nombre addicional de 20.000 catòlics locals van ser assassinats o expulsats ja sigui als territoris ocupats pels alemanys (Govern General) o a Alemanya com a treballadors esclaus. El 1945 la població de la ciutat era de 43.000 - aproximadament la meitat de la xifra anterior a la guerra.
El 1975, després de la reforma de la divisió administrativa de Polònia d'Edward Gierek, Kalisz va tornar a ser la capital d'una província - el voivodat de Kalisz; la província, tanmateix, va ser abolida en 1998, i des de llavors Kalisz ha estat la seu d'un powiat separat dins del Voivodat de Gran Polònia. L'11 de juny del 1991 es va inaugurar el festival de la ciutat per commemorar la confirmació de la incorporació de la ciutat en 1282. En 1992 Kalisz es va convertir en la seu d'una diòcesi separada de l'Església Catòlica.

## Educació
Kalisz és un notable centre educatiu a la regió. És la seu de 30 escoles bressol, 29 escoles primàries i 15 gimnasos. Hi ha també 7 escoles i una dotzena d'escoles de negocis. La ciutat és també la seu de la Universitat Adam Mickiewicz de Poznań, Universitat d'Economia de Poznań i la Universitat de Poznań de Ciència i Tecnologia, i de diversos institucions educatives privades d'educació superior.

## Economia
Tot i que hi ha poca indústria pesant en els límits de la ciutat, Kalisz és la seu de diverses de les majors companyies de Polònia. És notable per la fàbrica de pianos Calisia, però també de les plantes de procés d'alimentació Winiary i Ziołopex (ara part del grup Nestlé), la fàbrica de pantalons texans Big Star, i les fàbriques de gasoses Hellena, Jutrzenka i Kaliszanka. Hi ha també dues fàbriques de motors d'aviació, WSK-Kalisz i Pratt & Whitney Kalisz (filial de Pratt & Whitney Canada).

## Esports
- Winiary Kalisz - equip femení de voleibol que juga en la Sèrie A de la Lliga Femenina de Voleibol polonesa: subcampions de la temporada 2003/2004 i campions de la 2004/2005. - * www.calisiassk.pl
- KKS 1925 Kalisz - equip de futbol masculí que juga en la Classe B de la Lliga de Futbol polonesa. - * www.kkskalisz.pl

## Cooperació internacional
Kalisz s'ha agermanat amb les següents ciutats:

### Ciutats agermanades
- DEU, Erfurt (1984)[3]
- DEU, Hamm (1991)[3]
- FRA, Hautmont (1958)[3]
- Països Baixos, Heerhugowaard (1992)[3]
- UKR, Kàmianets-Podilski (1993)[3]
- BEL, La Louvière (1998)[3]
- SVK,  Martin (1996)[3]
- GBR, Preston (1989)[3]

### Ciutats amigues
- ITA, Adria[4]
- BLR, Minsk districte de Frunzenski[4]
- GBR, Southampton[4]
- HUN, Szentendre[4]
- BEL, Tongeren[4]

## Gent notable
- Avraham Gombiner 1633, rabí jueu i erudit
- Wojciech Bogusławski 1757 dramaturg i director de drames
- Cyprian Godebski 1765, lluitador per la llibertat i poeta
- Julian Klemczyński 1807 o 1810-1851, compositor
- Agaton Giller - (*1831 a Opatówek, Polònia - +1887 a Stanisławów) - activista patriòtic
- Stefan Giller - (*1833 a Opatówek, Polònia - +1918) - Poeta, epígon del romanticisme polonès
- Adam Asnyk poeta, 1838
- Juliusz Bursche bisbe, 1862
- Jerzy Świrski vicealmirall, 1882
- Maria Dąbrowska escriptora, 1889
- Theodor Meron 1930, president del (TPII) i jutge del Tribunal Penal Internacional per a Rwanda
- Boleslau el Piadós, Duc de Gran Polònia
- Boleslau III el Generós, Duc de Silèsia
- Augustyn Kordecki, abat del Monestir Jasna Góra i heroi de El diluvi
- Anastazy Wilhelm Dreszer, 1845, compositor
- Jerzy Kryszak, actor
- Bonawentura Niemojowski, periodista
- Wincenty Niemojowski, periodista
- Alfons Parczewski, advocat, rector de la Universitat de Vílnius
- Ladislaus Pilars de Pilar - poeta
- Stanisław Saks (1897-1942), matemàtic
- Wojciech Siemion, actor i director
- Zdzisława Sośnicka, cantant
- Stefan Szolc-Rogoziński, viatger i explorador
- Stanisław Wojciechowski, president de Polònia
- Alfred Wierusz-Kowalski, pintor
- Jan Ptaszyn Wróblewski, músic
- Zvi Hirsch Chajes, talmudista del segle xix
- Iga Wyrwał, model de glamour
- Eve Zaremba, escriptor
- Richard Breite, pastor i fundador del moviment escolta cristià "Royal Ranger" a Alemanya.
- Ferdinand Minding (1806-1885), matemàtic i catedràtic d'universitat.